# リンク集
リンク集（リンクしゅう、link page）とは、一定の基準をもって他のウェブサイトを集め、ハイパーリンクによって該当ウェブサイトを表示できるようにしたもの。
検索エンジンの普及以前には、必要な情報が掲示されているウェブサイトを探すための有力なツールであった。
リンク集によっては、集められたウェブサイトの情報をキーワードで検索できるような機能を実装していたものもあり、図書館におけるレファレンスサービスのような使い方もできた。
リンク集には「総合的なリンク集」と「分野別のリンク集」とがあり、政治学、法律学といった広い範囲をカバーするリンク集と「O-157問題」といった個別問題のリンク集、特定業界の構成会社や団体をまとめたリンク集などがあった。このようなリンク集をまとめて検索できるようにした「リンク集のリンク集」と言うべきものもあった。「総合的なリンク集」のなかには部分的に「リンク集のリンク集」と呼べる部分を持つものがあった。